# 卡尔姆措-瓦尔莫
卡尔姆措-瓦尔莫（德語：Carmzow-Wallmow）是德国勃兰登堡州的一个市镇，隶属于乌克马克县。总面积为32.07平方千米，截至2020年总人口为616人。